# 6535 Archipenko
6535 Archipenko eller 3535 P-L är en asteroid i huvudbältet som upptäcktes den 17 oktober 1960 av den nederländsk-amerikanske astronomen Tom Gehrels och det nederländska astronomparet Ingrid van Houten-Groeneveld och Cornelis Johannes van Houten vid Palomarobservatoriet. Den är uppkallad efter skulptören Alexander Archipenko.
Asteroiden har en diameter på ungefär nio kilometer.